# Subtilina
Subtilina es un género de foraminífero bentónico considerado un sinónimo posterior de Haplophragmoides de la familia Haplophragmoididae, de la superfamilia Lituoloidea, del suborden Lituolina y del orden Lituolida. Su especie tipo era Haplophragmoides tenuis. Su rango cronoestratigráfico abarcaba el Cretácico.

## Discusión
Clasificaciones previas incluían Subtilina en el suborden Textulariina del orden Textulariida, o en el orden Lituolida sin diferenciar el suborden Lituolina.

## Clasificación
Subtilina incluía a la siguiente especie:
- Subtilina tenuis †, aceptado como Haplophragmoides tenuis